# Storbacken (naturreservat)
Storbacken är ett naturreservat i Timrå kommun i Västernorrlands län.
Området är naturskyddat sedan 2014 och är 62 hektar stort. Reservatet omfattar större delen av berget Storbacken med sluttningar och består av granskog med inslag av lövträd. Laven långskägg förekommer i skogen.